# Oulad Bourima
Oulad Bourima (franska: Oulad Bourima (CR), Oulad Bourima (Commune Rurale), arabiska: أولاد بوريمة) är en kommun i Marocko.   Den ligger i provinsen Guercif och regionen Oriental, i den nordöstra delen av landet, 280 km öster om huvudstaden Rabat. Antalet invånare är 1 951.